# Vavaea megaphylla
Vavaea megaphylla är en tvåhjärtbladig växtart som beskrevs av Wright.. Vavaea megaphylla ingår i släktet Vavaea och familjen Meliaceae. Inga underarter finns listade i Catalogue of Life.